# Jinkx Monsoon
Jinkx Monsoon   (Portland, 18 de setembre de 1987) nom artístic de Hera Lilith Hoffer, és una personalitat televisiva, cantant, humorista i drag-queen dels Estats Units, que va rebre fama internacional en guanyar la cinquena temporada de RuPaul's Drag Race. El juny de 2019, un jurat de la revista New York va situar Monsoon en el lloc 18è de la seva llista de "les drag queens més poderoses d'Amèrica", un rànquing de 100 exconcursants de Drag Race.

## Biografia
Hera Hoffer va néixer a Portland, Oregon, i va actuar per primera vegada com a drag queen als 16 anys, a la discoteca Escape
Hoffer es va criar en una família catòlica i va descobrir que tenia ascendència russa jueva per part de la seva mare a l'edat de 18 anys. El seu personatge drag, Jinkx, es caracteritza per ser jueva com una manera de tornar a connectar amb aquesta part del seus avantpassats. Hoffer també té narcolèpsia, una característica que es va descobrir a l'estrena de la temporada cinc de RuPaul's Drag Race.
Va treballar com a conserge a la universitat i es va graduar en teatre al Cornish College of the Arts el 2010. Viu a Seattle, Washington des del 2006.
Hoffer s'identifica com a "persona trans-femenina" o no binària, i utilitza els pronoms anglesos de she/her. En una entrevista d'abril de 2017, Monsoon va afirmar: “Mai m’he identificat com a completament masculí. Sempre m'he identificat més aviat com a gènere fluid o de gènere ambigu, però mai no vaig conèixer el vocabulari per explicar-ho pel meu compte". Posteriorment, en una entrevista el 2024, Monsoon va declarar que s'identificava com a "trans-femenina" i no-binària, en la mateixa entrevista, va explicar que havia començat teràpia hormonal substitutiva i que s'estava recuperant d'una cirurgia de feminització facial.

## Carrera

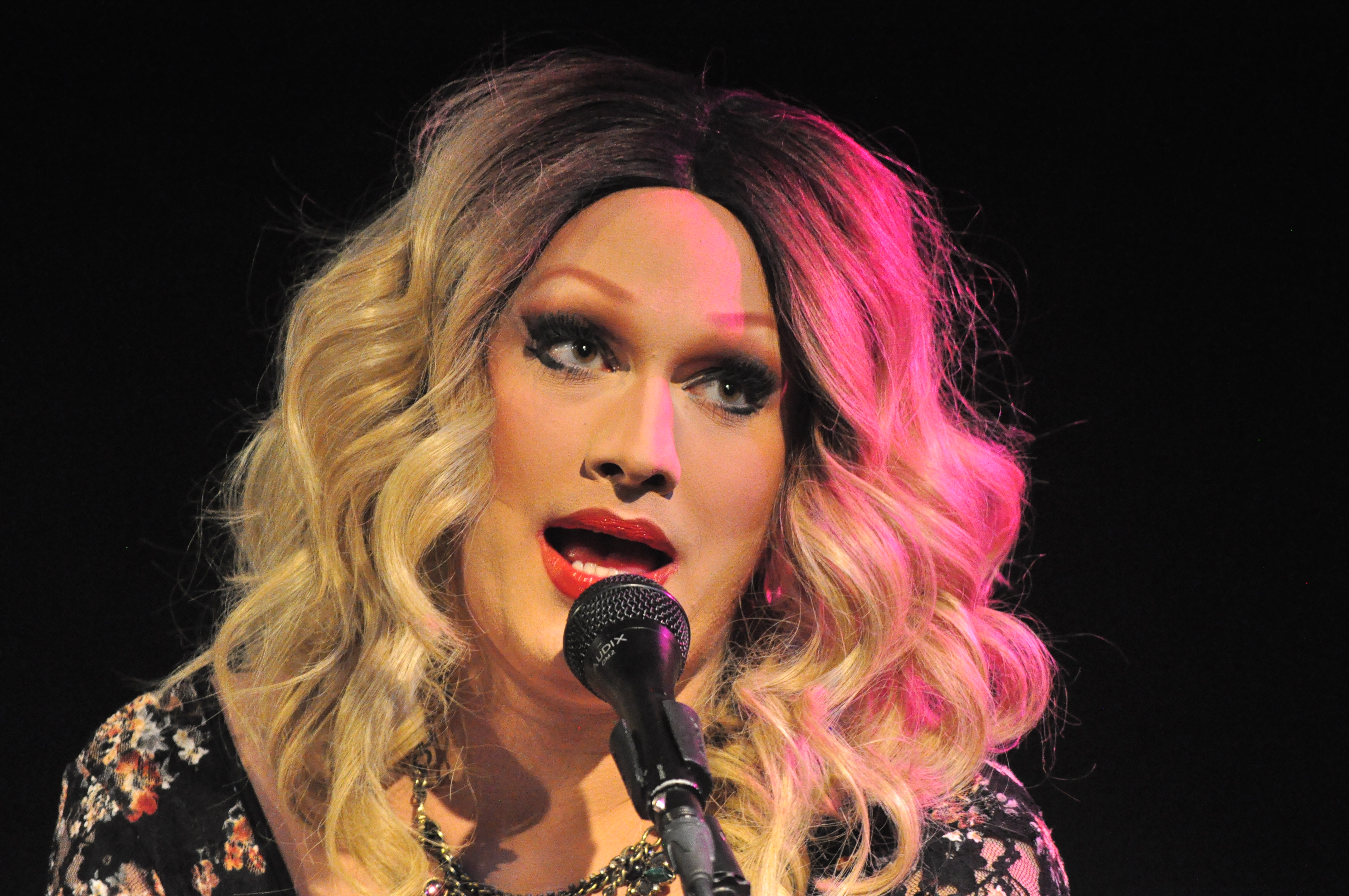
Jinkx Monsoon, l'any 2014

Després de traslladar-se a Seattle des de Portland, Hoffer i el seu company creatiu Nick Sahoyah van escriure i van protagonitzar diversos episodis en línia de <i>Funny or Die</i>, titulats Monsoon Season, en què s'interpretava Jinkx Monsoon com una mare gairebé psicòtica que abusa de les substàncies i el personatge de Nick Sahoyah, com a Kamikaze Monsoon.
El 2011, Monsoon va aparèixer a la pel·lícula de Wes Hurley Waxie Moon in Fallen Jewel. El 28 de febrer de 2013, la primera projecció al cinema central de Seattle va ser organitzada per Monsoon i Waxie Moon.
El gener de 2012, Hoffer va aparèixer com a Moritz al musical de rock Spring Awakening al teatre Balagan de Seattle. Va causar polèmica la ressenya de The Seattle Times de Misha Berson, que va dir que Hoffer era "excessivament extravagant" pel paper. En canvi, Dan Savage va defensar la interpretació de Hoffer. Del 21 de juliol al 19 d'agost de 2012, Hoffer va actuar com a Angel en la producció del musical RENT del 5th Avenue Theatre.
El gener de 2013, Hoffer va interpretar Hedwig en la producció del musical de rock del Moore Theatre Hedwig and the Angry Inch.
El juny de 2013, Hoffer va interpretar Velma Von Tussle a la producció del musical Hairspray del Seattle Men's Chorus/5th Avenue Theatre.
Hoffer també actuà en drag en el musical original de cabaret d'un acte The Vaudevillians amb el nom de "Kitty Witless". L'obra es va representar al Laurie Beechman Theatre de Nova York de juliol a novembre de 2013 Després de fer una gira per Austràlia amb The Vaudevillians, Hoffer va rebre una nominació al premi Helpmann a la millor intèrpret de cabaret.
El 2013, Hoffer va ser escollit com un dels artistes de l'any per la revista City Arts juntament amb Megan Griffiths, Macklemore, Ryan Lewis i Wes Hurley.
Hoffer va interpretar Tallulah/Dennis en un episodi de Blue Bloods titulat "Manhattan Queens", que es va emetre el 31 de gener de 2014.
El desembre de 2014, va aparèixer una versió animada de Hoffer a l'aplicació mòbil "RuPaul's Drag Race: Dragopolis 2.0".
El 2015 Hoffer es va unir al repartiment de la sèrie de comèdia d'èxit Capitol Hill, de Wes Hurley.
El 2020, Hoffer ha fet una sèrie de col·laboracions amb la també drag queen BenDeLaCreme, incloent Happiest Season i The Jinkx and DeLa Holiday Special.

### Drag Becomes Him
El juny de 2011, Hoffer va formar part d'una docu-sèrie de YouTube d'Alex Berry, un videògraf de Seattle. A partir del nom de Death Becomes Her, una de les pel·lícules preferides de Jinkx, Drag Becomes Him explora la vida de Hoffer dins i fora del drag.
A l'octubre de 2013 es va anunciar que Drag Becomes Him s'estava convertint en un llargmetratge amb el productor Basil Shadid amb seu a Seattle. Una campanya de Kickstarter al març de 2014 va recaptar fons amb èxit per completar el projecte. El 26 de març de 2015, Hoffer va anunciar a la seva pàgina d'Instagram que la pel·lícula s'estrenaria al Cinerama de Seattle el 29 d'abril de 2015.

### RuPaul's Drag Race
Al novembre de 2012, Logo TV va anunciar que Jinkx Monsoon es trobava entre les catorze drag queens que competirien a la cinquena temporada de RuPaul's Drag Race. Hoffer es va inspirar a presentar-s'hi després de veure a Sharon Needles, una altra drag queen, a la quarta temporada del programa. Monsoon va guanyar els principals reptes dels episodis "Snatch Game" i "Drama Queens". Per al "Snatch Game", Monsoon va imitar Edith Bouvier Beale Monsoon també va imitar la concursant de la tercera temporada Mimi Imfurst a l'episodi "Lip Synch Extravaganza Eleganza". Com a part de RuPaul's Drag Race, Monsoon va cantar la cançó inspirada en "We Are the World" anomenada "Can I Get an Amen?". La recaptació de la cançó va ajudar el Los Angeles Gay and Lesbian Center. Monsoon va guanyar l'edició.

## Política
Hoffer s'ha pronunciat obertament a Instagram i Twitter contra el president dels Estats Units, Donald Trump, i a favor de la igualtat LGBT. És demòcrata i ha donat suport a les campanyes d'Elizabeth Warren i Bernie Sanders a la candidatura presidencial.

## Inspira
El personatge drag de Hoffer està inspirat en la seva mare i les humoristes Lucille Ball, Maria Bamford, Deven Green i Sarah Silverman. El cognom del seu personatge drag, Monsoon, deriva del personatge Edina Monsoon de la sitcom britànica Absolutely Fabulous.

## Discografia

### Àlbums

#### Àlbums d'estudi
| Títol                | Detalls |
| -------------------- | --- |
| The Inevitable Album | - Data de llançament: 6 de maig de 2014 - Segell: Sidecar Records - Formats: CD, descàrrega digital                |
| The Ginger Snapped   | - Data de llançament: 12 de gener de 2018 - Segell: Producer Entertainment Group - Formats: CD, descàrrega digital |

#### Àlbums de remixs
| Títol      | Detalls |
| ---------- | --- |
| ReAnimated | - Data de llançament: 13 d'octubre de 2015 - Segell: Sidecar Records, Producer Entertainment Group - Format: CD, Descàrrega digital |

#### Àlbums de bandes sonores
| Títol                                                 | Detalls                                                                                         |
| ----------------------------------------------------- | ----------------------------------------------------------------------------------------------- |
| The Jinkx and Dela Holiday Special (amb BenDeLaCreme) | - Data de llançament: 11 de desembre de 2020 - Segell: Autoeditat - Formats: descàrrega digital |

#### Àlbums de comentaris
| Títol                           | Detalls |
| ------------------------------- | --- |
| The Inevitable Commentary Album | - Data de llançament: 2 de juliol de 2014 - Segell: Sidecar Records, Producer Entertainment Group - Formats: descàrrega digital |

### Senzills
| Cançons                                              | Any  | Àlbum                |
| ---------------------------------------------------- | ---- | -------------------- |
| "Coffee & Wine"                                      | 2014 | The Inevitable Album |
| "The Bacon Shake" (amb Fred Schneider)               | 2014 | The Inevitable Album |
| "Creep"                                              | 2014 | The Inevitable Album |
| "Hold On JMX (GlitterMix)" (featuring Jean Morisoon) | 2015 | ReAnimated           |
| "Cartoons and Vodka"                                 | 2018 | The Ginger Snapped   |

### Col·laboracions
| Cançons                                                            | Any  |
| ------------------------------------------------------------------ | ---- |
| "Can I Get an Amen?" (RuPaul amb el càsting de RuPaul's Drag Race) | 2013 |
| "Schizophrenic" (Two Dudes in Love amb Jinkx Monsoon)              | 2013 |
| "Bring It" (Manila Luzon amb Jinkx Monsoon)                        | 2013 |

### Vídeos musicals
| Cançons                             | Any  | Director                 |
| ----------------------------------- | ---- | ------------------------ |
| "Jinkxalicious"                     | 2011 | Alex Berry               |
| "Coffee & Wine"                     | 2014 | Alex Berry               |
| "The Bacon Shake"                   | 2014 | Steve Willis             |
| "Creep"                             | 2014 | Steve Willis             |
| "Hold On JMX (GlitterMix)"          | 2015 | Steve Willis             |
| "Red & Green"                       | 2015 | Santiago Felipé          |
| "Cartoons & Vodka"                  | 2018 | Mac Kerman               |
| "Just Me (The Gender Binary Blues)" | 2018 | Santiago Felipé          |
| "She Evil"                          | 2018 | Brad Hammer, Shawn Adeli |